# Карловицкий конгресс

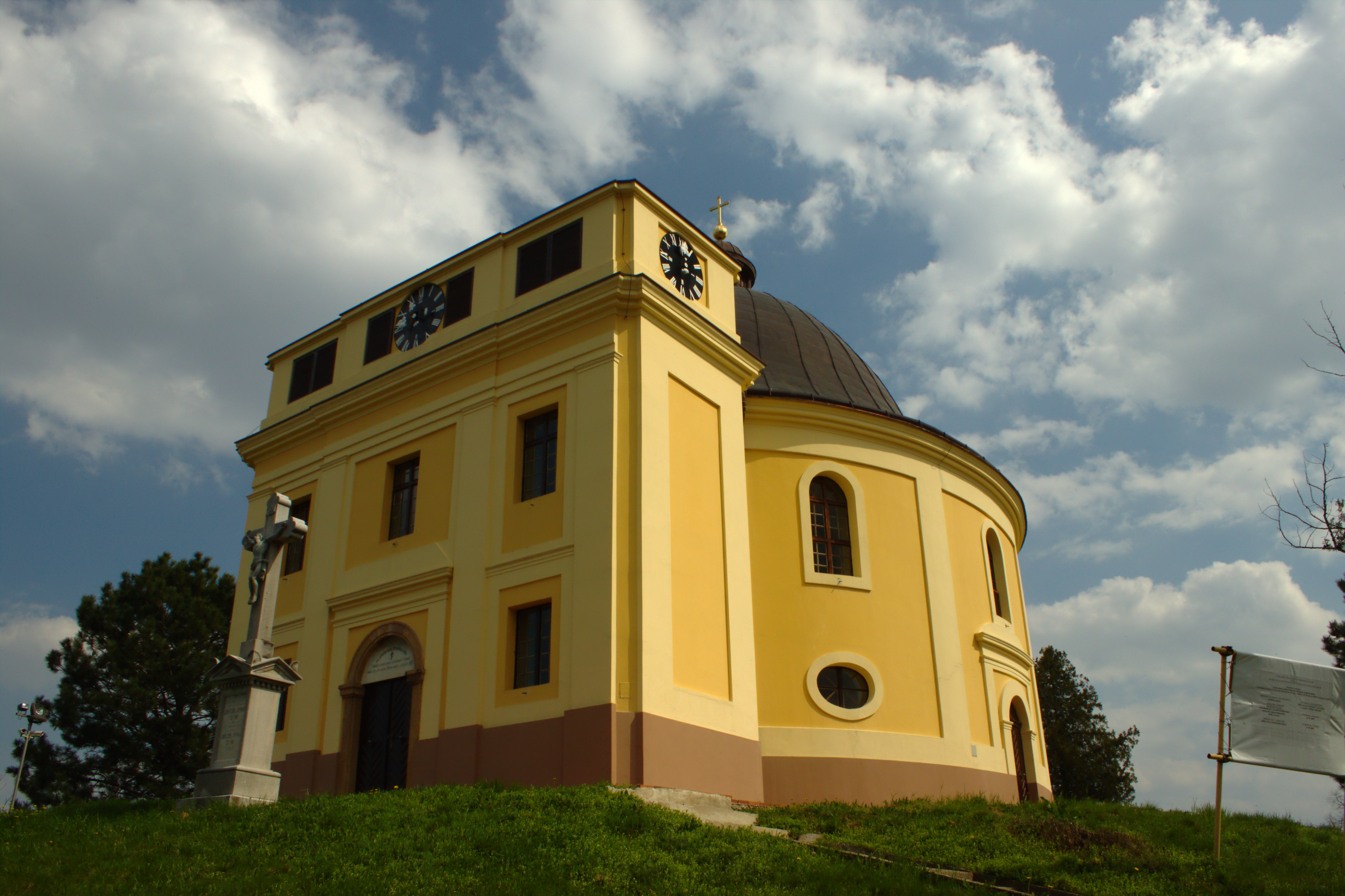
Капелла мира, установленная на месте, где был заключен Карловицкий договор. Её форма напоминает палатку, в которой проходили переговоры

Карловицкий конгресс (1698—1699) — международный конгресс, который открылся в октябре 1698 в Карловицах (ныне г. Сремски-Карловци, Воеводина, Сербия), созванный для заключения мирного договора между государствами, входившими в «Священную лигу» (Священная Римская империя, Венецианская республика, Россия и Речь Посполитая) и Османской империей.
Карловицкому конгрессу предшествовал ряд тяжёлых военных поражений Османской империи, в том числе полный разгром турецких войск в 1683 под Веной. Посредниками на конгрессе выступали представители Англии и Голландии. Между Россией и другими членами Лиги возникли острые разногласия, помешавшие заключению совместного договора союзников с Турцией.
В январе 1699 на Карловицком конгрессе были подписаны отдельные мирные договоры Речи Посполитой (16 января 1699), Австрии и Венеции (26 января 1699) с Османской империей.
Московское государство 24 января 1699 заключило с Турцией перемирие на 2 года.
По условиям этих договоров к Польше отошли Подолье и часть Правобережной Украины, Австрия получала Центральную Венгрию, Трансильванию и почти всю Словению; Венеция — полуостров Морея (современное общепринятое географическое название — полуостров Пелопоннес), острова архипелага, крепости в Далмации.
Польша добивалась передачи ей Молдавии, а Австрия — Валахии, однако они не смогли договориться, и эти княжества остались под властью Турции. Так как турецкие гарнизоны ушли из Подолии и крепости Каменец, через Молдавию перестал проходить путь турецких войск к местам своей дислокации. Польша освободила туркам некоторые молдавские крепости (Нямец, Сучаву и другие). Татары должны были покинуть земли южнее Кишинёва, захваченные после 1683 года.
За Россией оставался Азов, обретённый во время Азовских походов Петра I в 1695—1696 годах.